# Anisota
Genre
Anisota est un genre de lépidoptères (papillons) appartenant à la famille des Saturniidae et à la sous-famille des Ceratocampinae dont toutes les espèces résident en Amérique du Nord.

## Liste d'espèces
Selon funet :
- Anisota assimilis (Druce, 1886)
- Anisota consularis Dyar, 1896
- Anisota dissimilis (Boisduval, 1872)
- Anisota finlaysoni Riotte, 1969
- Anisota kendallorum Lemaire, 1988
- Anisota leucostygma (Boisduval, 1872)
- Anisota manitobensis McDunnough, 1921
- Anisota oslari Rothschild, 1907
- Anisota peigleri Riotte, 1975
- Anisota punctata Riotte & Peigler, 1982
- Anisota senatoria (Smith, 1797)
- Anisota stigma (Fabricius, 1775)
- Anisota virginiensis (Drury, 1773)

Selon Catalogue of Life :
- Anisota assimilis
- Anisota astynome
- Anisota consularis
- Anisota discolor
- Anisota dissimilis
- Anisota finlaysoni
- Anisota fuscosa
- Anisota leucostygma
- Anisota manitobensis
- Anisota neomexicana
- Anisota oslari
- Anisota peigleri
- Anisota pellucida
- Anisota senatoria
- Anisota sinulis
- Anisota skinneri
- Anisota stigma
- Anisota suprema
- Anisota virginiensis

## Synonymes
- Adelocephala Duponchel, 1841
- Adelocampa Packard, 1905